# Titus Petronius Priscus
Titus Petronius Priscus (vollständige Namensform Titus Petronius Titi filius Aniensis Priscus) war ein im 2. Jahrhundert n. Chr. lebender Angehöriger des römischen Ritterstandes (Eques). Durch eine (unvollständig erhaltene) Inschrift, die auf 151/193 datiert wird, sind einige Stationen seiner Laufbahn bekannt. Seine Laufbahn ist in der Inschrift als cursus inversus, d. h. in absteigender Reihenfolge wiedergegeben.
Die militärische Laufbahn des Priscus bestand aus den für einen Angehörigen des Ritterstandes üblichen Tres militiae. Er übernahm zunächst als Präfekt die Leitung einer unbekannten Kohorte. Danach wurde er Tribun in der Legio VII Gemina Felix, die in León ihr Hauptlager hatte. Die dritte Stufe bildete das Kommando als Präfekt der Ala II Pannoniorum, die in der Provinz Dacia Porolissensis stationiert war.
Danach übte Priscus zivile Posten in der Verwaltung aus. Er war zunächst procurator annonae in Ostia; dieser Posten war mit einem Jahreseinkommen von 60.000 Sesterzen verbunden. Im Anschluss wurde er Procurator der Eisenminen (procurator ferrariarum), vermutlich derjenigen in Gallien; dieser Posten war mit einem Jahreseinkommen von 100.000 Sesterzen verbunden.
Priscus war in der Tribus Aniensis eingeschrieben. Die Inschrift wurde ihm zu Ehren von der Vereinigung der Binnenschiffer (lyntrarii) in Ostia errichtet.